# Jo Gartner
Jo Gartner, avstrijski dirkač formule 1, * 24. januar 1954, Dunaj, Avstrija, † 1. junij 1986, Le Mans, Francija. 

## Življenjepis
Mednarodno kariero je začel v prvenstvu Evropske Formule 2, kjer je najboljšo uvrstitev dosegel v sezoni 1983, ko je z eno zmago zasedel šesto mesto v dirkaškem prvenstvu. V Formuli 1 je nastopil na osmih dirkah v sezoni 1984, toda ni mogel osvojiti prvenstvenih točk, ker je dirkal z drugim dirkalnikom moštva Osella, ki je v prvenstvu prijavilo le en dirkalnik. Po štirih zaporednih odstopih na svojih prvih štirih dirkah, je na dirki za Veliko nagrado Italije dosegel peto mesto, kar bi bila njegova edina uvrstitev med dobitnike točk v karieri, točke za peto mesto pa na dirki sploh niso bile podeljene. V sezoni je dosegel še dve dvanajsti in šestnajsto mesto. Ob tem je sodeloval tudi na dirki 24 ur Le Mansa, kjer je leta 1985 dosegel četrto mesto skupaj z Davidom Hobbsom in Guyom Edwardsom. Na dirki leta 1986 pa se je smrtno ponesrečil, ko je v 170. krogu dirkalnik zaradi mehanske okvare nenadoma odneslo v ogrado, pri tem pa se je še vžgal.

## Popolni rezultati Formule 1
(legenda) (odebeljene dirke pomenijo najboljši štartni položaj, poševne pa najhitrejši krog, †-uvrščen kljub odstopu)
| Leto | Moštvo               | Šasija      | Motor                   | 1   | 2   | 3   | 4       | 5   | 6   | 7   | 8    | 9   | 10     | 11      | 12      | 13     | 14    | 15    | 16     | Prv | Toč |
| ---- | -------------------- | ----------- | ----------------------- | --- | --- | --- | ------- | --- | --- | --- | ---- | --- | ------ | ------- | ------- | ------ | ----- | ----- | ------ | --- | --- |
| 1984 | Osella Squadra Corse | Osella FA1E | Alfa Romeo 1260 3.0 V12 | BRA | JAR | BEL | SMR Ret | FRA | MON | KAN | VZDA | ZDA |        |         |         |        |       |       |        | -   | 0   |
| 1984 | Osella Squadra Corse | Osella FA1F | Alfa Romeo 890T 1.5 V8t |     |     |     |         |     |     |     |      |     | VB Ret | NEM Ret | AVT Ret | NIZ 12 | ITA 5 | EU 12 | POR 16 | -   | 0   |